# 别列佐夫卡市镇
别列佐夫卡市镇（俄语：Березовское муниципальное образование）是俄罗斯联邦伊尔库茨克州泰舍特区所属的一个市镇。其下辖有4个居民点，行政中心为别列佐夫卡。据2016年统计，该市镇的人口为1198人。